# Le Mas-d’Azil
Le Mas-d’Azil (okzitanisch Lo Mas d’Asilh) ist eine französische Gemeinde mit 1.236 Einwohnern (Stand 1. Januar 2022) im Département Ariège in der Region Okzitanien (zuvor Midi-Pyrénées); sie gehört zum Arrondissement Saint-Girons und zum Kanton Arize-Lèze.

## Lage
Le Mas-d’Azil liegt am Fluss Arize in einer Höhe von etwa 320 m. Die nächstgelegene Stadt ist Pamiers in etwa 21 Kilometern Entfernung; die Großstadt Toulouse ist knapp 70 Kilometer in nördlicher Richtung entfernt. Die Gemeinde ist Teil des Massif du Plantaurel und liegt innerhalb des Regionalen Naturparks Pyrénées Ariégeoises.
Die weitflächige Gemeinde besteht aus dem Dorf Le Mas-d’Azil, den Weilern (hameaux) Maury, Rieubach, Raynaude, Saret, Balança, Causseraing, Baluet, Plagne, Lapeyrère, Gouzy, Lacoite und Lasserre und Einzelgehöften.

## Geschichte

### Urgeschichte
Schon in der Jungsteinzeit muss das umliegende Gebiet besiedelt gewesen sein. Allein 11 von 15 Megalithanlagen (Dolmen) des Départements Ariège liegen in der heutigen Gemeinde Le Mas-d’Azil, darunter der Dolmen von Goudère.

### Mittelalter und Neuzeit
Die Gemeinde gehört historisch zur Region Volvestre innerhalb des Languedoc. Ein Benediktinerkloster, das der Diözese Rieux unterstand, wird bereits im Jahr 817 genannt. Seit dem Mittelalter gab es zudem eine Festung. Im Mittelalter war Le Mas-d’Azil Teil der Grafschaft Foix. Bereits um 1540 war der Ort eine Hochburg der Reformation und trug den Übernamen La Genève du comté de Foix. Von September bis Oktober 1625 belagerte ein königliches Heer von 14000 Mann erfolglos die Kleinstadt. Zwischen 1629 und 1636 wurden Schloss und die Befestigungen zerstört. 1649 kamen Mönche in den Ort, um die Rekatholisierung durchzusetzen – mit mäßigem Erfolg. Noch 1683 standen 508 Katholiken 1608 Protestanten gegenüber. Die Gemeinde gehörte von 1793 bis 1801 zum District Mirepoix-Pamiers. Zudem war sie von 1793 bis 2015 Kantonshauptort des Kantons Le Mas-d’Azil (1793–1801 unter dem Namen Kanton Mas d’Azis). Zwischen 1790 und 1794 wurde die bis dahin selbständige Gemeinde Raynaude eingegliedert.

### Bevölkerungsentwicklung
| Jahr                       | 1962 | 1968 | 1975 | 1982 | 1990 | 1999 | 2006 | 2012 | 2019 |
| Einwohner                  | 1643 | 1682 | 1568 | 1404 | 1307 | 1117 | 1219 | 1199 | 1145 |
| Quellen: Cassini und INSEE |      |      |      |      |      |      |      |      |      |

Im 19. Jahrhundert zählte der Ort zeitweise um die 3000 Einwohner. Die zunehmende Mechanisierung der Landwirtschaft führte in der ersten Hälfte des 20. Jahrhunderts zu einem kontinuierlichen Absinken der Einwohnerzahlen bis auf die Tiefststände in der heutigen Zeit.

## Sehenswürdigkeiten
- katholische Dorfkirche Saint-Étienne aus dem 18. Jahrhundert
- Höhle von Mas d’Azil
- Musée de la préhistoire (Museum der Frühgeschichte)
- Dolmen von Goudère, Cap del Pouech, Seigmas und Bidot
- Brücke Pont Louis XIII
- Museumspark La Forêt aux dinosaures
- Glasbläserei Pavel Kirzdorf
- Kunstraum L’Affabuloscope
- Dorfbrunnen aus der Zeit von Ludwig XVI.
- katholische Kirche L'Immaculée-Conception (auch Kirche von Raynaude) aus dem Jahr 1863 in Portetény
- reformierte Kirche (Temple) aus dem Jahr 1821 in Le Mas d’Azil, reformierte Kirche aus dem Jahr 1849 in Rieubach und reformierte Kapelle

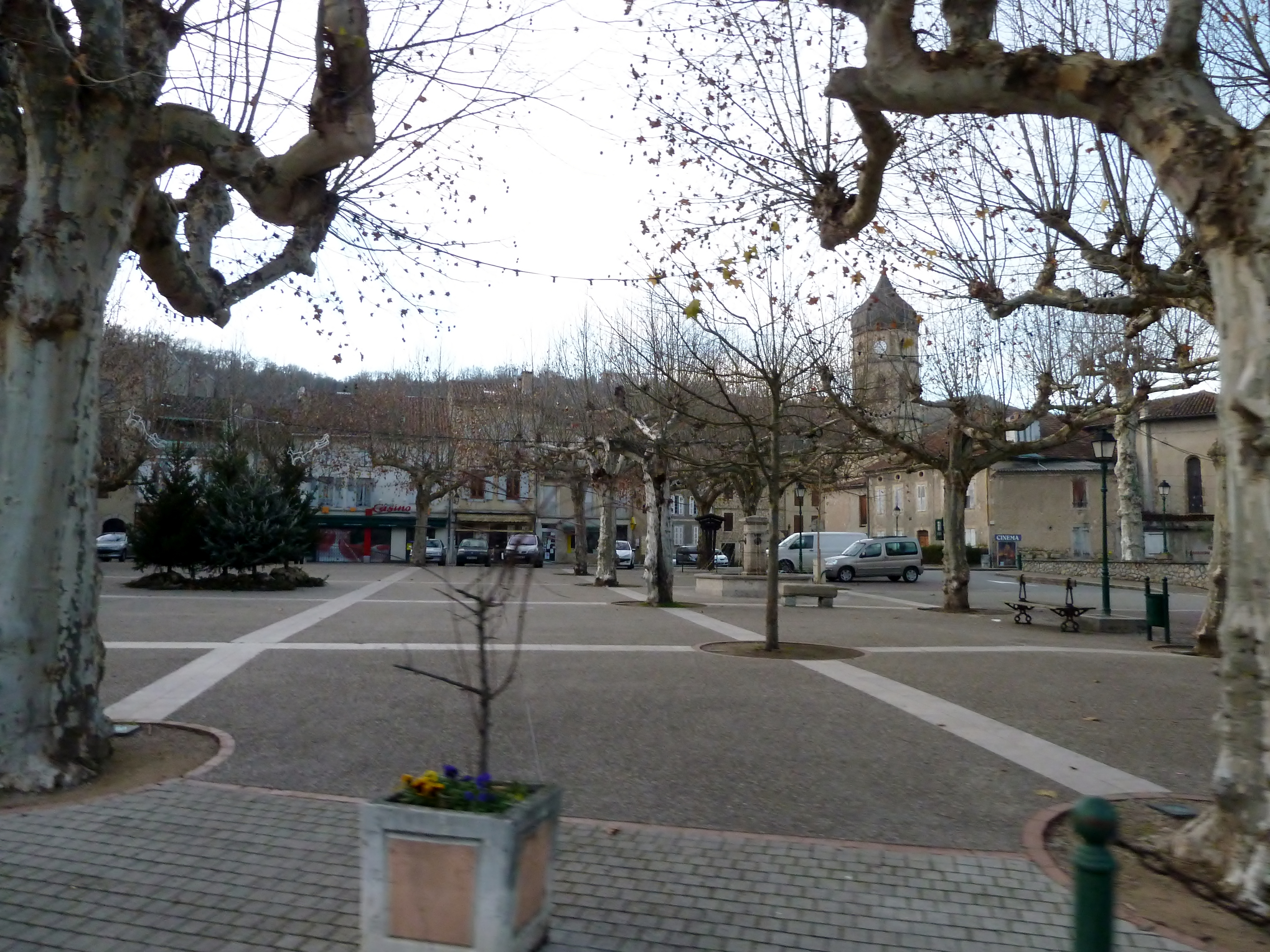
Dorfzentrum von Le Mas d’Azil
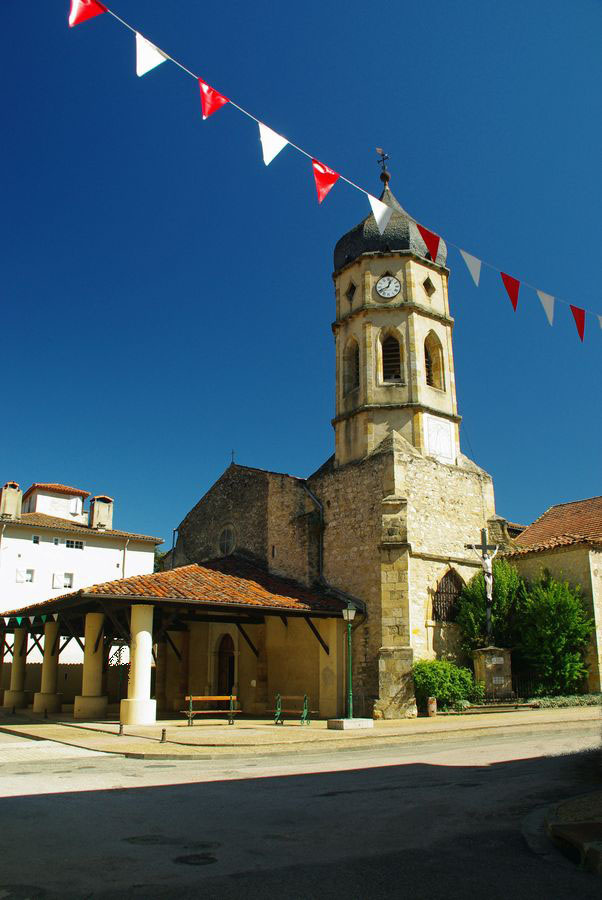
Dorfkirche Saint-Étienne
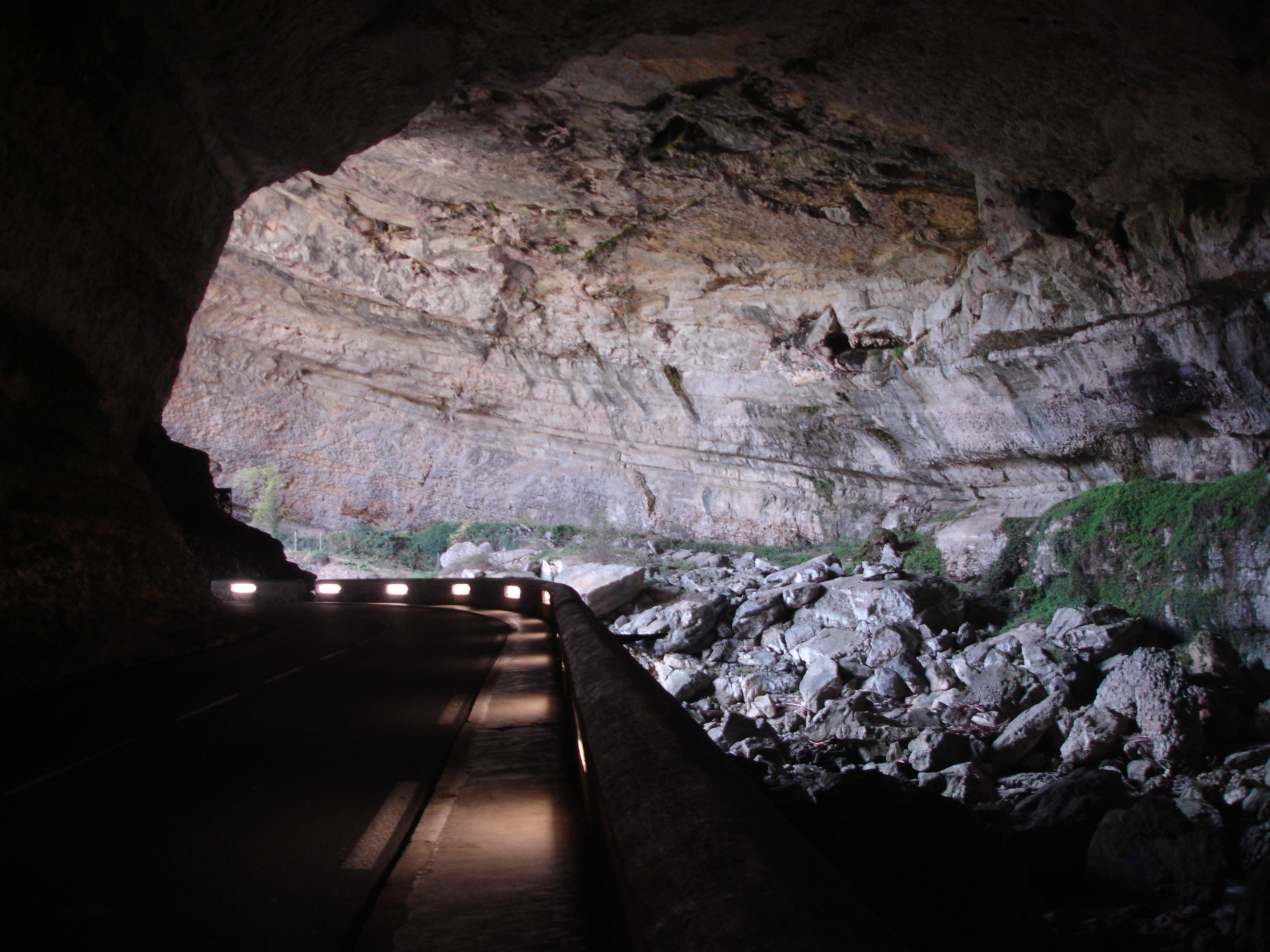
Grotte von Le Mas d’Azil
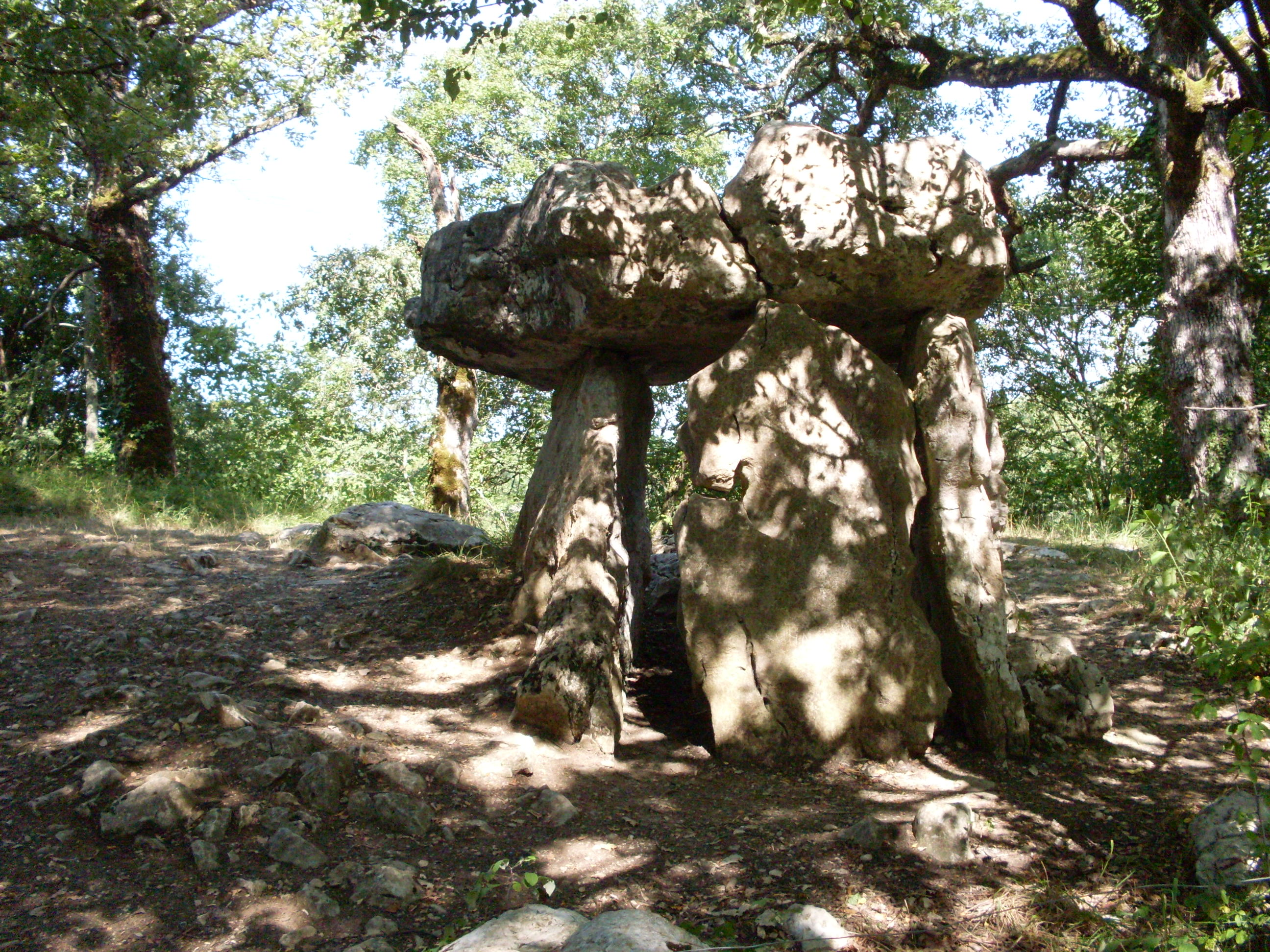
Dolmen du Cap del Pouech
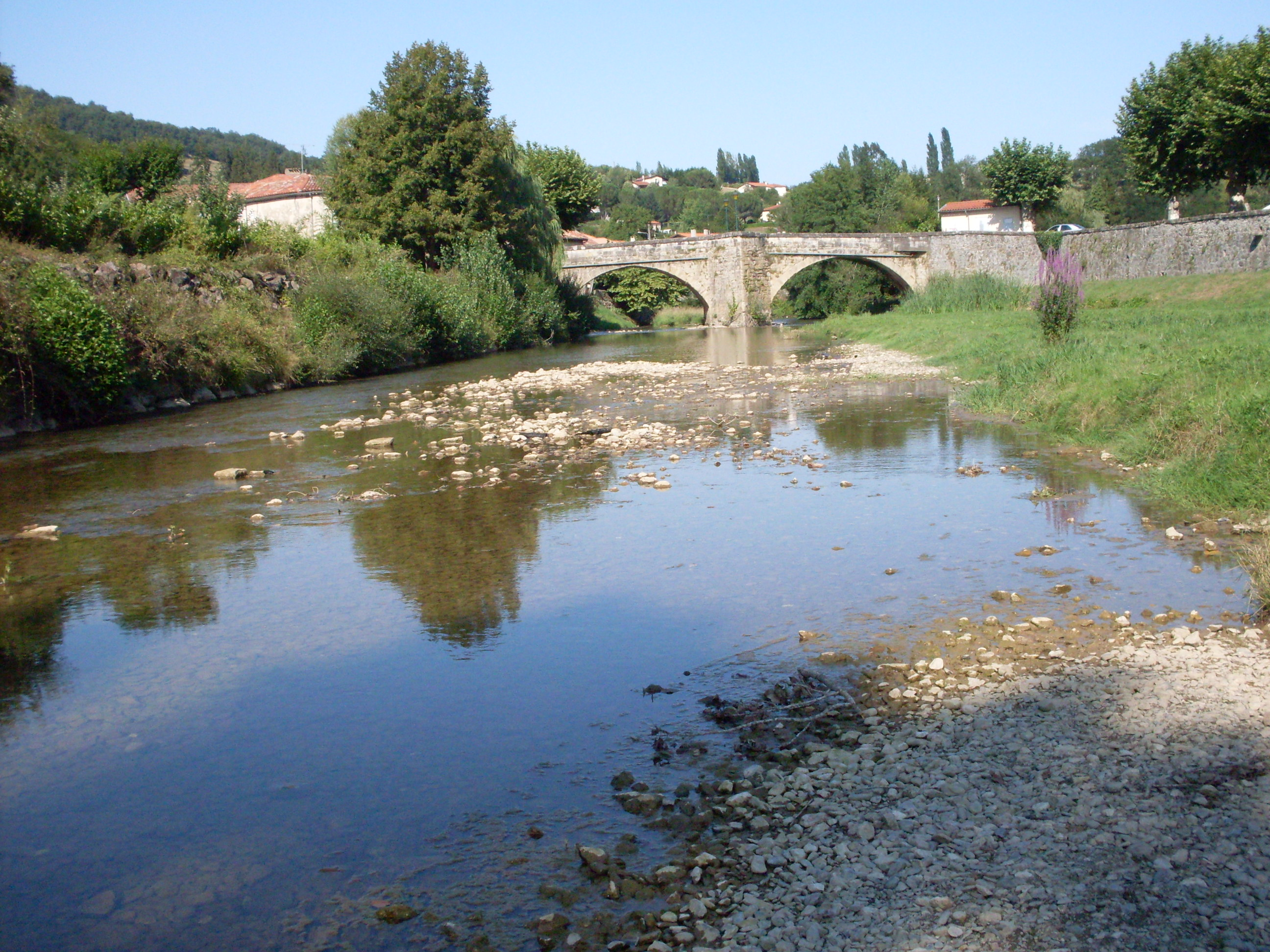
Brücke aus dem 18. Jahrhundert